# Xã Arcadia, Quận Iron, Missouri
Xã Arcadia (tiếng Anh: Arcadia Township) là một xã thuộc quận Iron, tiểu bang Missouri, Hoa Kỳ. Năm 2010, dân số của xã này là 5.576 người.